# Im Derby-Dreieck
Im Derby-Dreieck ist ein deutscher Fußball-Dokumentarfilm aus dem Jahre 2015.

## Inhalt
In der Drittliga-Fußballssaison 2014/15 trafen die drei benachbarten Traditionsvereine Arminia Bielefeld und Preußen Münster aus Nordrhein-Westfalen und der VfL Osnabrück aus Niedersachsen aufeinander. Durch die räumliche Nähe besteht eine Rivalität zwischen den Anhängern der drei Vereine. Der Hamburger Filmemacher Milan Skrobanek schilderte den Saisonverlauf aus der jeweiligen Perspektive der Vereine. In Osnabrück konzentrierte sich Skrobanek auf das Sportliche und setzte dabei den damaligen Trainer Maik Walpurgis und den Spieler Nicolas Feldhahn in den Fokus. In Bielefeld standen die Geschäftsstelle und Pressesprecher Tim Santen im Mittelpunkt, während sich in Münster um die Fans und deren Projekte gekümmert wurde.

## Hintergrund
Ursprünglich wollte Skrobanek einen Film über die Bundesliga machen, erhielt von dort aber nur Absagen. Auch die drei im Film gezeigten Vereine waren zunächst skeptisch gegenüber dem Projekt; so erhielt Skrobanek bei Arminia Bielefeld lediglich eine Drehgenehmigung für die Geschäftsstelle, nicht aber für den sportlichen Bereich. Dagegen zeigte sich der Deutsche Fußball-Bund begeistert von Skrobaneks Vorhaben. Finanziert wurde das Projekt durch ein Crowdfunding, bei dem rund 27.000 Euro zusammenkamen.

## Veröffentlichung
Am 10. November 2015 feierte der Film seine Kinopremiere in Osnabrück. An den beiden folgenden Tagen folgten dann die Premieren in Bielefeld bzw. Münster. Am 1. Dezember 2015 wurde Im Derby-Dreieck auf DVD veröffentlicht. Die DVD enthält neben dem 83-minütigen Hauptfilm einen ausführlichen Audio-Kommentar, viele Extras und weitere Szenen, die nicht im Film vorkommen. Das Deutsche Fußballmuseum in Dortmund begann im Mai 2016 damit, im neu errichteten Kinosaal Fußballfilme zu zeigen. Im Derby-Dreieck war der erste in dieser Reihe gezeigte Film.

## Rezeption
Beim 11mm-Filmfestival 2016 wurde Im Derby-Dreieck in Berlin zum zweitbesten Fußballfilm gewählt. Insgesamt standen 70 Filme zur Auswahl. Julian Koch vom Onlinemagazin Liga3-Online enthält der Film „Leidenschaft, Emotionen und Gänsehaut. Der Film kommt dem Innenleben der 3. Liga nahe wie selten jemand zuvor und ist daher ein Muss für jeden Drittliga-Fan“. Für den Deutschen Fußball-Bund „ist der Stoff weit weg von glatt gebügeltem Hochglanz und transportiert ein kerniges Bild von der 3. Liga“.